# Жан VI д’Аркур
Жан VI д’Аркур (фр. Jean VI d'Harcourt; 1 декабря 1342 — 28 февраля 1389) — 3-й граф д’Аркур (1356—1389) и д’Омаль (1356—1389), виконт де Шательро и де Сен-Совер, сеньор де Брион, д’Эльбеф, д’Арсхот, Л’Ильебон и де Ла-Соссэ.
Старший сын Жана V д’Аркура (1320—1356), 2-го графа д’Омаля (1343—1356) и 2-го графа д’Аркура (1346—1356), и Бланки Омальской (1322—1387), графини Омальской.

## Биография
Весной 1356 года после гибели своего отца Жана V д’Аркура Жан VI д’Аркур унаследовал графства д’Аркур и д’Омаль, а также другие мелкие родовые сеньории.
Участник Столетней войны с Англией в 1360, 1375, 1382 и 1385 годах.

## Семья
В 1359 году Жан VI д’Аркур женился на Екатерине де Бурбон (1342—1427), дочери Пьера де Бурбона (1311—1356), 2-го герцога де Бурбона (1341—1356), и Изабеллы де Валуа (1313—1383). Дети:
- Шарль д’Аркур (1366—1384), титулярный граф д’Омаль
- Жан VII д’Аркур (1369—1452), 4-й граф д’Аркур и д’Омаль (1356—1389)
- Луи д’Аркур (1382—1422), виконт де Шательро и сеньор д’Арсхот, архиепископ Руанский
- Бланка (ум. 1431), аббатиса
- Изабелла д’Аркур (1371—1443), жена с 1383 года Гуго VI, графа де Труа
- Жанна д’Аркур (1372—1456), жена с 1393 года Гиойма II Намюрского (1355—1418), маркграфа Намюрского (1391—1418)
- Мария д’Аркур, 1-й муж с 1405 года Рене (Райнальд IV) (1365—1423), герцог Гельдерна и Юлиха (1402—1423), 2-й муж с 1426 года Руперт (ум. 1431), сын Адольфа (1370—1437), герцога Берга (1408—1437) и Юлиха (1423—1437)
- Екатерина
- Маргарита (род. 1378), жена Жана d’Estouteville
- Жанна